# 에드위나 파인드리

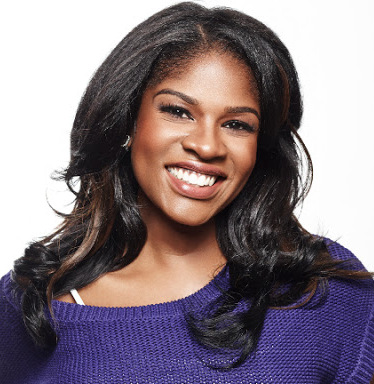

에드위나 핀들리(Edwina Findley, 1980년 10월 30일 ~ )는 미국의 배우이며, 워싱턴 D.C.에서 태어났다.

## 출연 작품
- 인시디어스: 두번째 집 (2013년) - 힐러리 역
- 미들 오브 노웨어 (2012년) - 루시 역
- 레드 테일스 (2012년)

### 텔레비전
- 트레메 1 (2010년)
- 더 와이어 시즌1 (2002년)
- 법과 질서 (1990년)
- 원 라이프 투 리브 (1968년)